# Ембаркадеро (Сан Франциско)
„Ембаркадеро“ (на английски: Embarcadero) e името на крайбрежния път по бреговата линия на Санфранциския залив и Пристанището на Сан Франциско в Сан Франциско, Калифорния.
Изграден е на изкуствена дига и натрупана земя до залива. Районът около него се счита за квартал на Сан Франциско и носи същото име.
Над „Ембаркадеро“ минава мостът Сан Франциско - Оукланд.